# Turdus feae
Turdus feae là một loài chim trong họ Turdidae.